# Serge Dikilu Bageta
Serge Dikilu Bageta (ur. 24 marca 1978 w Kinszasie) – kongijski piłkarz grający na pozycji obrońcy. Od 2006 roku jest piłkarzem klubu Free State Stars.

## Kariera klubowa
Karierę piłkarską Bageta rozpoczął w klubie TP Mazembe z miasta Lubumbashi. W jego barwach zadebiutował w 1997 roku w pierwszej lidze Demokratycznej Republiki Konga. W 2000 roku wywalczył z nim swoje pierwsze w karierze mistrzostwo kraju oraz zdobył Coupe du Congo. W 2001 roku został wypożyczony do Unionu Bilombe, a w 2002 roku do DC Motema Pembe. W 2003 roku wrócił na sezon do Mazembe.
W 2003 roku Bageta został piłkarzem południowoafrykańskiego klubu Ajax Kapsztad. Grał w nim w latach 2003-2005. W 2004 roku wywalczył wicemistrzostwo Premier Soccer League. Następnie w 2005 roku wrócił do Mazembe, a w 2006 roku wywalczył z nim mistrzostwo kraju. W latach 2006–2008 ponownie grał w Ajaksie Kapsztad. W 2008 roku został z nim wicemistrzem RPA.
W 2008 roku Bageta przeszedł do Maritzburga United. W 2010 roku odszedł z tego klubu do Free State Stars, gdzie w 2011 roku zakończył karierę.
| Sezon   | Klub              | Kraj                          | Rozgrywki             | Mecze | Bramki |
| ------- | ----------------- | ----------------------------- | --------------------- | ----- | ------ |
| 1997    | TP Mazembe        | Demokratyczna Republika Konga | Linafoot              | ?     | ?      |
| 1998    | TP Mazembe        | Demokratyczna Republika Konga | Linafoot              | ?     | ?      |
| 1999    | TP Mazembe        | Demokratyczna Republika Konga | Linafoot              | ?     | ?      |
| 2000    | TP Mazembe        | Demokratyczna Republika Konga | Linafoot              | ?     | ?      |
| 2001    | Union Bilombe     | Demokratyczna Republika Konga | Linafoot              | 22    | 1      |
| 2002    | DC Motema Pembe   | Demokratyczna Republika Konga | Linafoot              | 30    | 0      |
| 2003    | TP Mazembe        | Demokratyczna Republika Konga | Linafoot              | 28    | 0      |
| 2003/04 | Ajax Kapsztad     | Południowa Afryka             | Premier Soccer League | 20    | 0      |
| 2004/05 | Ajax Kapsztad     | Południowa Afryka             | Premier Soccer League | 24    | 0      |
| 2005    | TP Mazembe        | Demokratyczna Republika Konga | Linafoot              | ?     | ?      |
| 2006    | TP Mazembe        | Demokratyczna Republika Konga | Linafoot              | ?     | ?      |
| 2006/07 | Ajax Kapsztad     | Południowa Afryka             | Premier Soccer League | 23    | 1      |
| 2007/08 | Ajax Kapsztad     | Południowa Afryka             | Premier Soccer League | 26    | 2      |
| 2008/09 | Maritzburg United | Południowa Afryka             | Premier Soccer League | 27    | 2      |
| 2009/10 | Maritzburg United | Południowa Afryka             | Premier Soccer League | 22    | 1      |
| 2010/11 | Free State Stars  | Południowa Afryka             | Premier Soccer League | 8     | 0      |

## Kariera reprezentacyjna
W reprezentacji Demokratycznej Republiki Konga Bageta zadebiutował w 1999 roku. W 2000 roku rozegrał 2 mecze w Pucharze Narodów Afryki 2000: z Republiką Południowej Afryki (0:1) i z Gabonem (0:0).
W 2002 roku Bageta był w kadrze narodowej na Puchar Narodów Afryki 2002. Jego dorobek na tym turnieju to 3 spotkania: z Togo (0:0), z Wybrzeżem Kości Słoniowej (3:1) i ćwierćfinale z Senegalem (0:2). W kadrze narodowej grał do 2007 roku. Rozegrał w niej 28 meczów i strzelił 3 gole.